# Romboutstoren

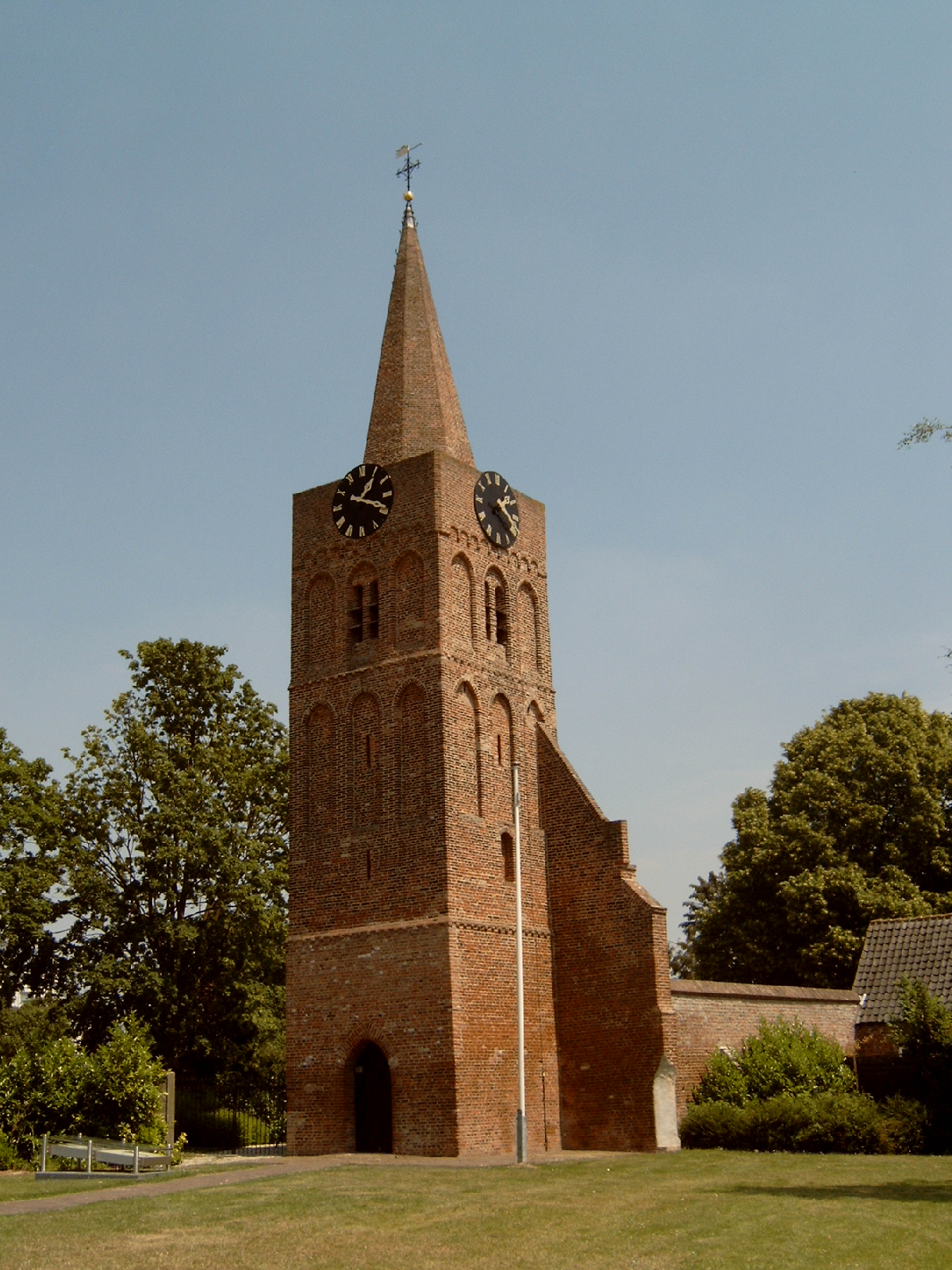
Romboutstoren

De Romboutstoren is een kerktoren in de tot de Noord-Brabantse gemeente Altena behorende plaats Andel, gelegen aan de Hoofdgraaf 6 en het Romboutsplein.

## Geschiedenis
De toren is een overblijfsel van de laatgotische kerk van Neer-Andel die uit de 14e eeuw stamt. Midden 19e eeuw werd de kerk gesloopt en, naast de toren, bleef slechts de ruïne van de zuidkapel bewaard. In 1954 werden de toren en de kapel gerestaureerd. Een merkwaardigheid van de toren is dat hij een bakstenen spits heeft.
Op het kerkhof bij de toren zou, volgens de overlevering, Jan Claesen begraven zijn, die trompetter in het leger van Frederik Hendrik zou zijn geweest.